# (7866) Sicoli
(7866) Sicoli ist ein Asteroid des inneren Hauptgürtels, der am 13. Oktober 1982 vom US-amerikanischen Astronomen Edward L. G. Bowell an der Anderson Mesa Station (IAU-Code 688) des Lowell-Observatoriums in Coconino County entdeckt wurde.
Der Asteroid wurde am 28. Juli 1999 nach dem italienischen Amateurastronomen Piero Sicoli (* 1954) benannt, der als Koordinator am Osservatorio Astronomico Sormano in Sormano arbeitet und dort zusammen mit seinen Kollegen mehr als 40 Asteroiden entdeckte.
Der Himmelskörper gehört zur Nysa-Gruppe, einer nach (44) Nysa benannten Gruppe von Asteroiden (auch Hertha-Familie genannt nach (135) Hertha).